# Rue des Bollandistes
La rue des Bollandistes (en néerlandais : Bollandistenstraat) est une rue bruxelloise de la commune d'Etterbeek en Belgique, qui va de la rue Père De Deken au boulevard Saint-Michel en traversant l'avenue de l'Armée et la rue des Atrébates. Elle aboutit face à l'église Saint-Jean-Berchmans du collège Saint-Michel.
La rue porte le nom de la Société des Bollandistes, une association jésuite de recherches hagiographiques fondée au XVIIe siècle par le père Jean Bolland et installée depuis le début du XXe siècle dans les bâtiments du collège Saint-Michel.
La numérotation des habitations va de 1 à 71 pour le côté impair et de 2 à 68 pour le côté pair.

## Maisons remarquables
- n° 40 : siège de la Faculté universitaire de théologie protestante de Belgique depuis 1965[1]